# Hottentotta lacroixi
Espèce
Hottentotta lacroixi est une espèce de scorpions de la famille des Buthidae.

## Distribution
Cette espèce est endémique du Haut-Katanga au Congo-Kinshasa. Elle se rencontre vers Likasi.

## Description
La femelle holotype mesure 55,80 mm et le mâle paratype 55,20 mm, les mâles mesurent de 46,4 à 55,2 mm et les femelles de 45,7 à 55,8 mm.

## Étymologie
L'espèce est nommée en l'honneur de Jean-Bernard Lacroix (1937-1993).

## Publication originale
- Ythier & Dupré, 2021 : « Description of a new species of Hottentotta Birula, 1908, from the Democratic Republic of the Congo (Scorpiones, Buthidae). » Faunitaxys, vol. 9, no 5, p. 1-5 (texte intégral).